# Neue Abtei

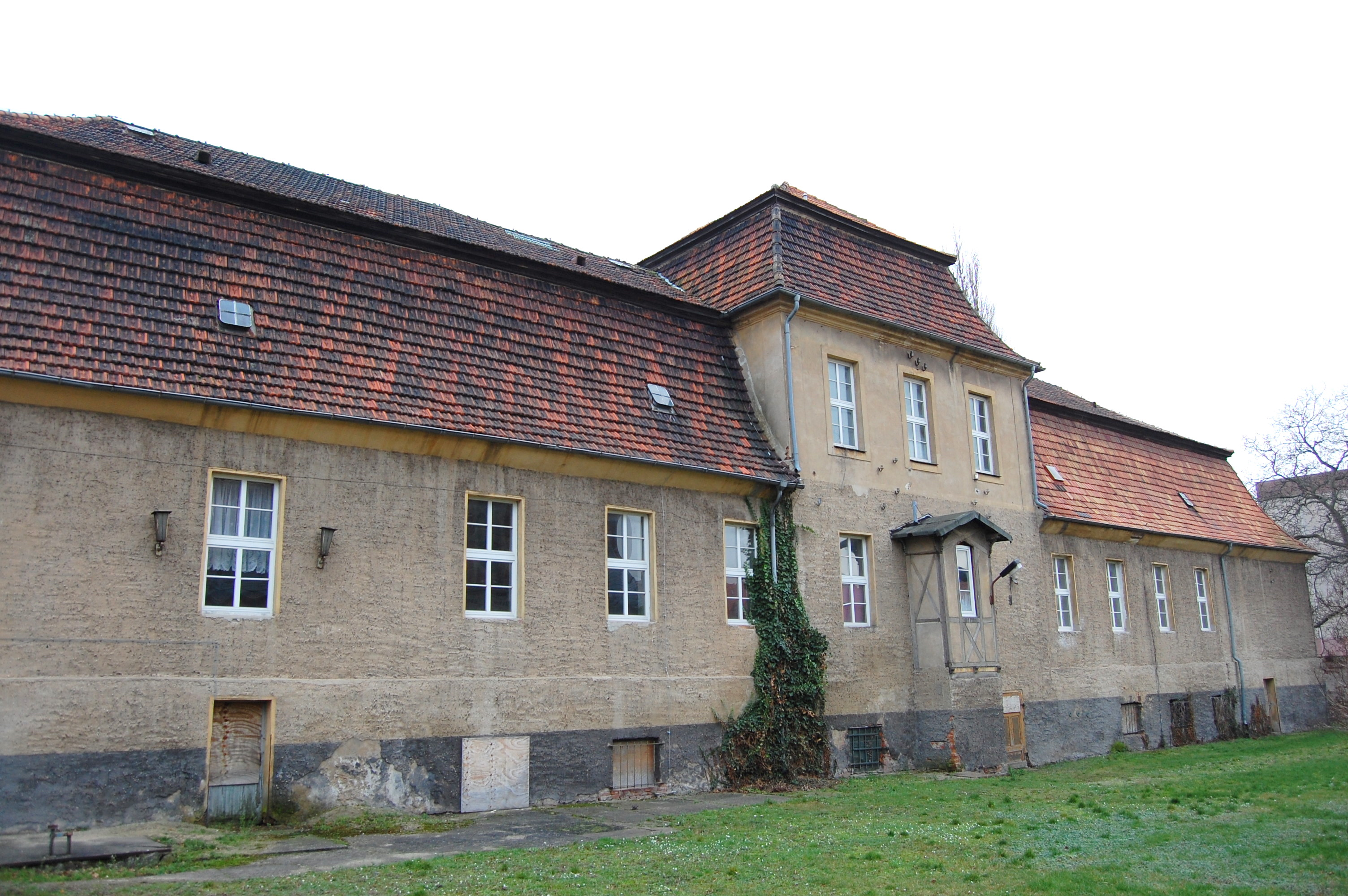
Neue Abtei, 2009

Als Neue Abtei wird ein unter Denkmalschutz stehendes Bauwerk in der Stadt Wolmirstedt in Sachsen-Anhalt bezeichnet.
Das 1732 im Stil des Spätbarock errichtete Gebäude gehörte zum Komplex eines zuvor bestehenden Klosters St. Katharina der Zisterzienserinnen, welches seit 1577 evangelisch war. Es diente als Damenstift für adelige Frauen. Nach der Aufhebung des Klosters im Jahr 1810 wurde das Haus bis 1945 als Gutshaus der Stiftsdomäne genutzt. Danach diente das am Kirchplatz 1 gelegene Gebäude als Schule. Derzeit (Dezember 2009) steht es jedoch leer.
Die Neue Abtei verfügt über einen Nord- und einen Südflügel, die durch einen Mittelpavillon verbunden werden. Bekrönt wird das Haus durch hohe Mansarddächer. In den 1960er Jahren fand eine weitgehende Umgestaltung statt. Etwas westlich der Neuen Abtei steht die Kirche St. Katharinen.